# Мохаммед Салах
Мохаммед Салах (араб. محمد صلاح, нар. 15 червня 1992, Басьюн, Гарбія, Єгипет) — єгипетський футболіст, правий вінгер національної збірної Єгипту та англійського клубу «Ліверпуль».
Африканський футболіст 2017 і 2018 років.

## Клубна кар'єра

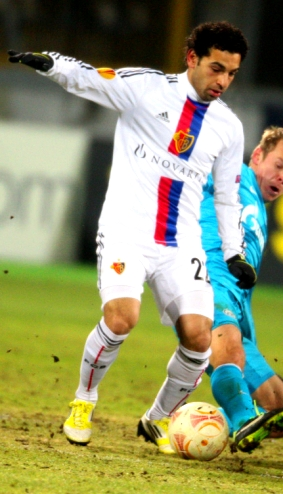
Салах у складі «Базеля»

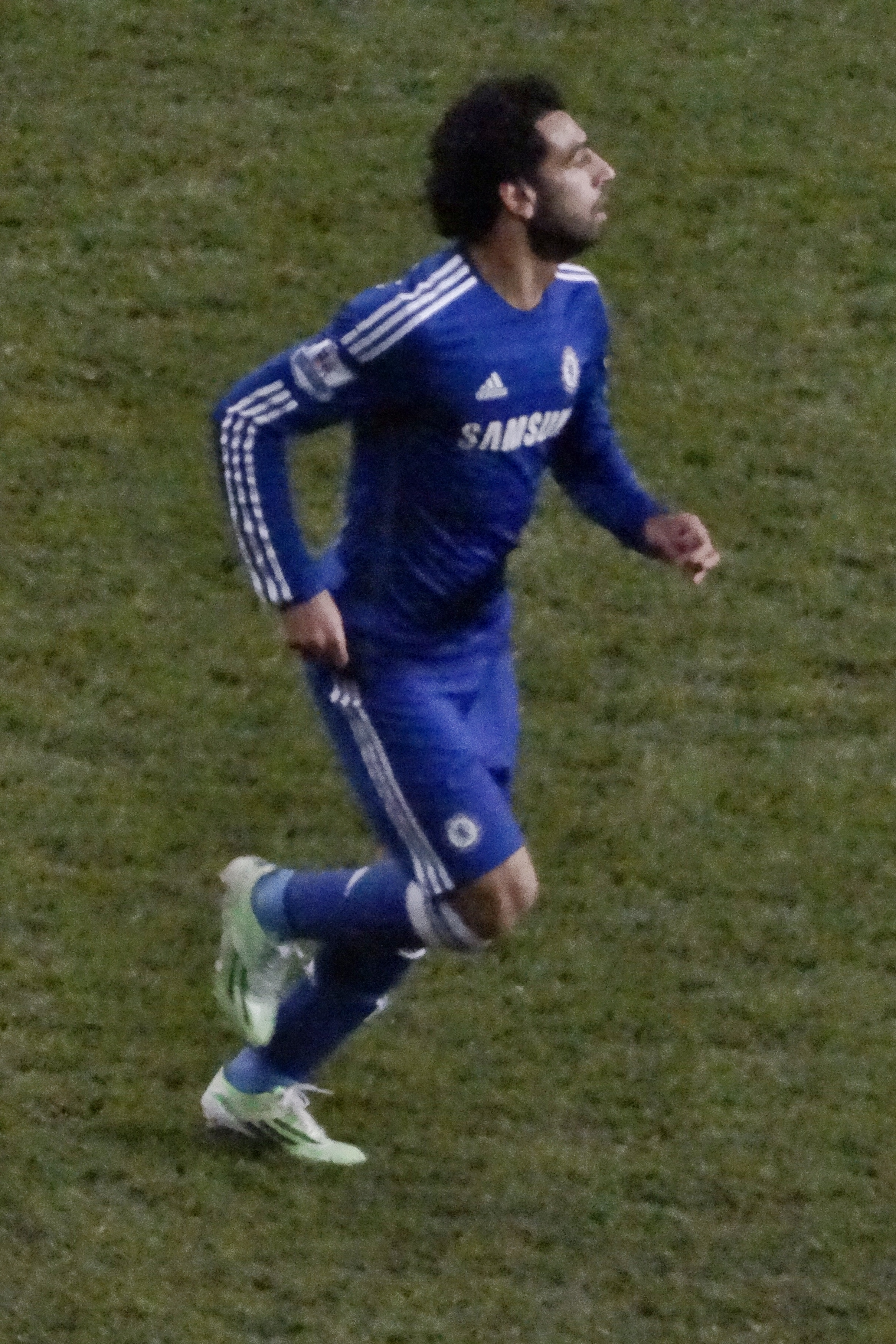
Салах у складі «Челсі»

Салах, вихованець юнацької академії футбольного клубу «Ель Мокаволун аль-Араб». 3 травня 2010 в матчі проти «Монсури» він дебютував за першу команду. У сезоні 2010/11 став твердим гравцем основного складу. 25 грудня 2010 в поєдинку проти «Аль-Аглі», Салах забив свій перший гол за команду. Після трагедії в Порт-Саїді на початку 2012, чемпіонат був зупинений.
Влітку 2012 перейшов до швейцарського «Базеля». 23 червня 2012 у своєму дебютному товариському матчі за новий клуб проти «Стяуа» забив гол. Офіційний дебют припав на поєдинок проти «Мольде» в рамках кваліфікаційного раунду Ліги чемпіонів УЄФА. У Мохаммеда навіть була можливість відзначитися, але він не реалізував вихід віч-на-віч. 12 серпня в поєдинку проти «Туна», відбувся дебют нападника в чемпіонаті Швейцарії, в тому матчі він взяв участь у всіх голах команди та допоміг їй здобути перемогу 3:1. 18 серпня в матчі проти «Лозанни» Салах забив свій перший гол у чемпіонаті. У перший рік перебування в «Базелі» Салах виграв Суперлігу і отримав відзнаку «Найкращого молодого футболіста Африки». 2013 року він був відзначений нагородою «Найкращого гравця швейцарської Суперліги».
26 січня 2014 перейшов в англійський «Челсі», підписавши контракт на п'ять з половиною років і отримавши футболку з 15-м номером. 8 лютого в матчі проти «Ньюкасл Юнайтед» дебютував у Прем'єр-лізі, замінивши Вілліана у другому таймі. 22 березня у матчі проти «Арсеналу» Салах забив свій перший гол за «синіх».
На початку 2015, в останній день трансферного вікна, Салах перейшов до італійської «Фіорентини» на правах оренди до кінця сезону з правом продовження ще на сезон, ставши частиною операції з переходу в стан «аристократів» Хуана Куадрадо. 8 лютого в матчі проти «Аталанти» Мохаммед дебютував у Серії А, замінивши Хоакіна у другому таймі. Через тиждень у поєдинку проти «Сассуоло» Салах забив свій перший гол за «фіалок». 26 лютого в матчі Ліги Європи УЄФА проти англійського «Тоттенгем Готспур» забив гол, який дозволив «Фіорентині» вийти в 1/8 фіналу змагання. 1 березня у матчі проти «Інтернаціонале», м'яч Мохаммеда став єдиним і вперше з сезону 1999/00 року дозволив «фіалкам» обіграти «неррадзурі» в обох поєдинках чемпіонату. 5 березня в поєдинку проти туринського «Ювентуса» в рамках півфіналу Кубку Італії він оформив «дубль». Відтоді встиг відіграти за «фіалок» 7 матчів в національному чемпіонаті.

### «Ліверпуль»
22 червня 2017, Салах перейшов з «Роми» в «Ліверпуль» приблизно за €52 мільйони. Перед початком сезону 2017/18 сформував атакувальне тріо «Ліверпуля» разом із Садіо Мане і Роберто Фірміно, яке протягом сезону на трьох забило 91 гол у всіх змаганнях 32 голи з них прийшлися на Лігу чемпіонів, де англійська команда сягнула фіналу, в якому поступилася мадридському «Реалу». В цьому фіналі футболіста «зламав» захисник «Реала» Серхіо Рамос. Пізніше сам захисник попросив пробачення в форварда і побажав йому найшвидшого одужання. Салах встиг відновитися до ЧС-2018, де його збірна дебютувала. Також став кращим бомбардиром АПЛ в сезоні забивши 32 голи. Найближчий переслідувач — Гаррі Кейн забив 30 голів.
2 липня 2018 року продовжив контракт з «Ліверпулем». 12 серпня забив перший гол «Ліверпуля» в сезоні в матчі першого туру Прем'єр-ліги проти «Вест Гема» на 19-й хвилині.
30 серпня 2018, Салах зайняв третє місце в голосуванні за звання найкращого футболіста року в Європі. Також Мохаммед отримав друге місце в голосуванні за звання найкращого нападника року в Європі.
Після закінчення сезону розділив перше місце бомбардирських перегонів з Садіо Мане і П'єром-Емеріком Обамеянгом.
У фіналі Суперкубка УЄФА, 14 серпня 2019, Салах забив п'ятий і вирішальний пенальті за «Ліверпуль» у матчі проти «Челсі», після того, як гра закінчилася 2-2 після 120 хвилин.
17 жовтня 2020, забив свій 100-ий гол у всіх турнірах за «Ліверпуль», у дербі проти «Евертона».
9 грудня 2023 року в матчі англійської Прем'єр-ліги з «Крістал Пелес» забив свій 200-й гол за «Ліверпуль» у всіх турнірах і став 5-м гравцем в історії клубу, якому підкорилось це досягнення (на це йому знадобилось 326 матчів). Також цей гол став для Салаха 150-м в чемпіонаті і за цим показником він посів 10-е місце у списку найкращих бомбардирів в історії англійської Прем'єр-ліги, зрівнявшись з Майклом Овеном. 23 грудня забив свій 151-й гол в Прем'єр-лізі у ворота «Арсенала» і вийшов на чисте 10-е місце в переліку найкращих бомбардирів Прем'єр-ліги, обійшовши Овена.

## Виступи за збірні
Протягом 2009–2011 залучався до складу молодіжної збірної Єгипту, брав участь у чемпіонаті світу серед молодіжних команд 2011 року. На молодіжному рівні зіграв у 22 офіційних матчах, забив 7 голів.
3 вересня 2011 дебютував у складі національної збірної Єгипту у матчі проти збірної Сьєрра-Леоне. 8 жовтня 2011 в рамках кваліфікаційного раунду Кубка африканських націй забив свій перший гол за національну команду.
Після трагедії в Порт-Саїді, коли Єгипетська асоціація футболу призупинила всі матчі регулярної першості, Салах міг підтримувати свою ігрову форму тільки в матчах за збірну Єгипту. Основними завданнями національної команди було участь в африканських іграх і Олімпіаді. Цілі були досягнуті при безпосередній участі Мохаммеда. Салах потрапив у заявку національної команди на Олімпійські ігри 2012 року у Лондоні. На турнірі Мохаммед забив по м'ячу в кожному з матчів групового етапу проти збірних Нової Зеландії, Бразилії та Білорусі. Єгиптяни вийшли з групи, але в чвертьфіналі поступилися збірній Японії.
У 2018 році був включений в заявку збірної Єгипту на тогорічний чемпіонат світу. Єгипетська збірна програла всі матчі в групі А і посіла останнє місце. Салах став автором двох голів африканської команди.
Наразі провів у формі головної команди країни 94 матчі, в яких забив 53 голи.

## Особисте життя
Одружився у 2013 році, дружина Мегі, донька Макка названа на честь ісламського святого міста Мекка.

## Статистика виступів

### Статистика клубних виступів
Станом на 11 липня 2023
| Сезон                     | Команда                   | Чемпіонат                 | Чемпіонат | Чемпіонат | Національний кубок | Національний кубок | Національний кубок | Континентальні кубки | Континентальні кубки | Континентальні кубки | Інші змагання | Інші змагання | Інші змагання | Усього | Усього |
| Сезон                     | Команда                   | Ліга                      | Ігор      | Голів     | Ліга               | Ігор               | Голів              | Ліга                 | Ігор                 | Голів                | Ліга          | Ігор          | Голів         | Ігор   | Голів  |
| ------------------------- | ------------------------- | ------------------------- | --------- | --------- | ------------------ | ------------------ | ------------------ | -------------------- | -------------------- | -------------------- | ------------- | ------------- | ------------- | ------ | ------ |
| 2008-09                   | «Ель Мокаволун»           | ПЛ                        | 1         | 0         | КЄ                 | 0                  | 0                  | —                    | —                    | —                    | —             | —             | —             | 1      | 0      |
| 2009-10                   | «Ель Мокаволун»           | ПЛ                        | 3         | 0         | КЄ                 | 2                  | 0                  | —                    | —                    | —                    | —             | —             | —             | 5      | 0      |
| 2010-11                   | «Ель Мокаволун»           | ПЛ                        | 20        | 4         | КЄ                 | 4                  | 1                  | —                    | —                    | —                    | —             | —             | —             | 24     | 5      |
| 2011-12                   | «Ель Мокаволун»           | ПЛ                        | 15        | 7         | КЄ                 | 0                  | 0                  | —                    | —                    | —                    | —             | —             | —             | 15     | 7      |
| Усього за «Ель Мокаволун» | Усього за «Ель Мокаволун» | Усього за «Ель Мокаволун» | 39        | 11        |                    | 6                  | 1                  |                      | —                    | —                    |               | —             | —             | 45     | 12     |
| 2012-13                   | «Базель»                  | СЛ                        | 29        | 5         | КШ                 | 5                  | 3                  | ЛЧ+ЛЄ                | 2+14                 | 0+2                  | —             | —             | —             | 50     | 10     |
| 2013-2014                 | «Базель»                  | СЛ                        | 18        | 4         | КШ                 | 1                  | 1                  | ЛЧ                   | 10                   | 5                    | —             | —             | —             | 29     | 10     |
| Усього за «Базель»        | Усього за «Базель»        | Усього за «Базель»        | 47        | 9         |                    | 6                  | 4                  |                      | 26                   | 7                    |               | —             | —             | 79     | 20     |
| 2013-14                   | «Челсі»                   | ПЛ                        | 10        | 2         | КА+КЛ              | 1+0                | 0+0                | ЛЧ                   | —                    | —                    | СУ            | —             | —             | 11     | 2      |
| 2014-15                   | «Челсі»                   | ПЛ                        | 3         | 0         | КА+КЛ              | 1+2                | 0+0                | ЛЧ                   | 2                    | 0                    | —             | —             | —             | 8      | 0      |
| Усього за «Челсі»         | Усього за «Челсі»         | Усього за «Челсі»         | 13        | 2         |                    | 4                  | 0                  |                      | 2                    | 0                    |               | —             | —             | 19     | 2      |
| 2014-15                   | → «Фіорентина»            | A                         | 16        | 6         | КІ                 | 0                  | 0                  | ЛЄ                   | 8                    | 1                    | —             | —             | —             | 26     | 9      |
| Усього за «Фіорентину»    | Усього за «Фіорентину»    | Усього за «Фіорентину»    | 16        | 6         |                    | 0                  | 0                  |                      | 8                    | 1                    | —             | —             | —             | 24     | 9      |
| 2015-16                   | → «Рома»                  | A                         | 34        | 14        | КІ                 | 1                  | 0                  | ЛЄ                   | 7                    | 1                    | —             | —             | —             | 42     | 15     |
| 2016-17                   | «Рома»                    | A                         | 31        | 15        | КІ                 | 2                  | 2                  | ЛЄ                   | 8                    | 2                    | —             | —             | —             | 41     | 19     |
| Усього за «Рому»          | Усього за «Рому»          | Усього за «Рому»          | 65        | 29        |                    | 3                  | 2                  |                      | 15                   | 3                    | —             | —             | —             | 83     | 34     |
| 2017–18                   | «Ліверпуль»               | ПЛ                        | 36        | 32        | КА+КЛ              | 1+0                | 1+0                | ЛЧ                   | 15                   | 11                   | -             | -             | -             | 52     | 44     |
| 2018–19                   | «Ліверпуль»               | ПЛ                        | 38        | 22        | КА+КЛ              | 1+1                | 0                  | ЛЧ                   | 12                   | 5                    | -             | -             | -             | 52     | 27     |
| 2019–20                   | «Ліверпуль»               | ПЛ                        | 34        | 19        | КА+КЛ              | 2+0                | 0                  | ЛЧ                   | 8                    | 4                    | СА+СУ+КЧС     | 1+1+2         | 0             | 48     | 23     |
| 2020–21                   | «Ліверпуль»               | ПЛ                        | 37        | 22        | КА+КЛ              | 2+1                | 3+0                | ЛЧ                   | 10                   | 6                    | СА            | 1             | 0             | 51     | 31     |
| 2021–22                   | «Ліверпуль»               | ПЛ                        | 35        | 23        | КА+КЛ              | 2+1                | 0                  | ЛЧ                   | 13                   | 8                    | -             | -             | -             | 51     | 31     |
| 2022-23                   | «Ліверпуль»               | ПЛ                        | 38        | 19        | КА+КЛ              | 3+1                | 1+1                | ЛЧ                   | 8                    | 8                    | СА            | 1             | 1             | 51     | 30     |
| Усього за «Ліверпуль»     | Усього за «Ліверпуль»     | Усього за «Ліверпуль»     | 218       | 137       |                    | 15                 | 6                  |                      | 66                   | 42                   |               | 6             | 1             | 305    | 186    |
| Усього за кар'єру         | Усього за кар'єру         | Усього за кар'єру         | 398       | 192       |                    | 34                 | 13                 |                      | 117                  | 53                   |               | 6             | 1             | 555    | 259    |

### Статистика виступів за збірну
Станом на 25 жовтня 2021
| Дата       | Місто            | Господарі            | Результат               | Гості                | Турнір                                      | Голи | Примітки  |
| ---------- | ---------------- | -------------------- | ----------------------- | -------------------- | ------------------------------------------- | ---- | --------- |
| 03-09-2011 | Фрітаун          | Сьєрра-Леоне         | 2 – 1                   | Єгипет               | Відбір до Кубка африканських націй 2012     | -    | 93'       |
| 08-10-2011 | Каїр             | Єгипет               | 3 – 0                   | Нігер                | Відбір до Кубка африканських націй 2012     | 1    |           |
| 27-02-2012 | Доха             | Єгипет               | 5 – 0                   | Кенія                | товариський матч                            | 1    | 63'       |
| 29-02-2012 | Доха             | Єгипет               | 1 – 0                   | Нігер                | товариський матч                            | -    | 75'       |
| 02-03-2012 | Доха             | Єгипет               | 0 – 0                   | ДР Конго             | товариський матч                            | -    | 59'       |
| 29-03-2012 | Омдурман         | Єгипет               | 2 – 1                   | Уганда               | товариський матч                            | 1    | 59'       |
| 31-03-2012 | Омдурман         | Єгипет               | 4 – 0                   | Чад                  | товариський матч                            | 1    | 71'       |
| 11-05-2012 | Триполі          | Ліван                | 1 – 4                   | Єгипет               | товариський матч                            | -    |           |
| 20-05-2012 | Омдурман         | Єгипет               | 2 – 1                   | Камерун              | товариський матч                            | -    | 46'       |
| 22-05-2012 | Омдурман         | Єгипет               | 3 – 0                   | Того                 | товариський матч                            | 2    |           |
| 01-06-2012 | Александрія      | Єгипет               | 2 – 0                   | Мозамбік             | Відбір до ЧС 2014                           | -    |           |
| 10-06-2012 | Конакрі          | Гвінея               | 2 – 3                   | Єгипет               | Відбір до ЧС 2014                           | 1    |           |
| 15-06-2012 | Александрія      | Єгипет               | 2 – 3                   | ЦАР                  | Відбір до Кубка африканських націй 2013     | 1    |           |
| 30-06-2012 | Бангі            | ЦАР                  | 1 – 1                   | Єгипет               | Відбір до Кубка африканських націй 2013     | -    | 72'       |
| 12-10-2012 | Шарджа (місто)   | Республіка Конго     | 3 – 0                   | Єгипет               | товариський матч                            | -    |           |
| 16-10-2012 | Абу-Дабі         | Єгипет               | 0 – 1                   | Туніс                | товариський матч                            | -    |           |
| 14-11-2012 | Тбілісі          | Грузія               | 0 – 0                   | Єгипет               | товариський матч                            | -    |           |
| 06-02-2013 | Мадрид           | Чилі                 | 2 – 1                   | Єгипет               | товариський матч                            | 1    |           |
| 26-03-2013 | Александрія      | Єгипет               | 2 – 1                   | Зімбабве             | Відбір до ЧС 2014                           | -    |           |
| 09-06-2013 | Хараре           | Зімбабве             | 2 – 4                   | Єгипет               | Відбір до ЧС 2014                           | 3    |           |
| 16-06-2013 | Мапуту           | Мозамбік             | 0 – 1                   | Єгипет               | Відбір до ЧС 2014                           | 1    |           |
| 14-08-2013 | Червоне Море     | Єгипет               | 3 – 0                   | Уганда               | товариський матч                            | 1    | 72'       |
| 10-09-2013 | Червоне Море     | Єгипет               | 4 – 2                   | Гвінея               | товариський матч                            | 1    |           |
| 15-10-2013 | Кумасі           | Гана                 | 6 – 1                   | Єгипет               | Відбір до ЧС 2014                           | -    |           |
| 14-11-2013 | Каїр             | Єгипет               | 2 – 0                   | Замбія               | товариський матч                            | -    | 46'       |
| 19-11-2013 | Каїр             | Єгипет               | 2 – 1                   | Гана                 | Відбір до ЧС 2014                           | -    |           |
| 05-03-2014 | Інсбрук          | Боснія і Герцеговина | 0 – 2                   | Єгипет               | товариський матч                            | 1    | 90'       |
| 30-05-2014 | Сантьяго         | Чилі                 | 3 – 2                   | Єгипет               | товариський матч                            | 1    |           |
| 04-06-2014 | Лондон           | Ямайка               | 2 – 2                   | Єгипет               | товариський матч                            | -    |           |
| 05-09-2014 | Дакар            | Сенегал              | 2 – 0                   | Єгипет               | Відбір до Кубка африканських націй 2015     | -    |           |
| 10-09-2014 | Каїр             | Єгипет               | 0 – 1                   | Туніс                | Відбір до Кубка африканських націй 2015     | -    |           |
| 10-10-2014 | Габороне         | Ботсвана             | 0 – 2                   | Єгипет               | Відбір до Кубка африканських націй 2015     | 1    |           |
| 15-10-2014 | Каїр             | Єгипет               | 2 – 0                   | Ботсвана             | Відбір до Кубка африканських націй 2015     | 1    |           |
| 15-11-2014 | Каїр             | Єгипет               | 0 – 1                   | Сенегал              | Відбір до Кубка африканських націй 2015     | -    |           |
| 19-11-2014 | Монастір (Туніс) | Туніс                | 2 – 1                   | Єгипет               | Відбір до Кубка африканських націй 2015     | 1    |           |
| 26-03-2015 | Каїр             | Єгипет               | 2 – 0                   | Екваторіальна Гвінея | товариський матч                            | -    | 84'       |
| 14-6-2015  | Александрія      | Єгипет               | 3 – 0                   | Танзанія             | Відбір до Кубка африканських націй 2017     | 1    | 83'       |
| 6-9-2015   | Нджамена         | Чад                  | 1 – 5                   | Єгипет               | Відбір до Кубка африканських націй 2017     | 1    |           |
| 11-10-2015 | Абу-Дабі         | Єгипет               | 3 – 0                   | Замбія               | товариський матч                            | -    | 83'       |
| 25-3-2016  | Кадуна           | Нігерія              | 1 – 1                   | Єгипет               | Відбір до Кубка африканських націй 2017     | 1    |           |
| 29-3-2016  | Александрія      | Єгипет               | 1 – 0                   | Нігерія              | Відбір до Кубка африканських націй 2017     | -    |           |
| 4-6-2016   | Дар-ес-Салам     | Танзанія             | 0 – 2                   | Єгипет               | Відбір до Кубка африканських націй 2017     | 2    |           |
| 6-9-2016   | Йоганнесбург     | ПАР                  | 1 – 0                   | Єгипет               | товариський матч                            | -    |           |
| 9-10-2016  | Браззавіль       | Республіка Конго     | 1 – 2                   | Єгипет               | Відбір до ЧС 2018                           | 1    |           |
| 13-11-2016 | Александрія      | Єгипет               | 2 – 0                   | Гана                 | Відбір до ЧС 2018                           | 1    |           |
| 8-1-2017   | Каїр             | Єгипет               | 1 – 0                   | Туніс                | товариський матч                            | -    | 68'       |
| 17-1-2017  | Порт-Жантіль     | Малі                 | 0 – 0                   | Єгипет               | Кубок африканських націй 2017 - 1-й етап    | -    | 67' - 70' |
| 21-1-2017  | Порт-Жантіль     | Єгипет               | 1 – 0                   | Уганда               | Кубок африканських націй 2017 - 1-й етап    | -    |           |
| 25-1-2017  | Порт-Жантіль     | Єгипет               | 1 – 0                   | Гана                 | Кубок африканських націй 2017 - 1-й етап    | 1    |           |
| 29-1-2017  | Порт-Жантіль     | Єгипет               | 1 – 0                   | Марокко              | Кубок африканських націй 2017 - чвертьфінал | -    |           |
| 1-2-2017   | Лібревіль        | Буркіна-Фасо         | 1 – 1 д.ч. (3 – 4 п.п.) | Єгипет               | Кубок африканських націй 2017 - півфінал    | 1    |           |
| 5-2-2017   | Лібревіль        | Єгипет               | 1 – 2                   | Камерун              | Кубок африканських націй 2017 - Фінал       | -    | 2º posto  |
| 11-6-2017  | Радес            | Туніс                | 1 – 0                   | Єгипет               | Відбір до Кубка африканських націй 2019     | -    |           |
| 31-8-2017  | Кампала          | Уганда               | 1 – 0                   | Єгипет               | Відбір до ЧС 2018                           | -    |           |
| 5-9-2017   | Александрія      | Єгипет               | 1 – 0                   | Уганда               | Відбір до ЧС 2018                           | 1    |           |
| 8-10-2017  | Александрія      | Єгипет               | 2 – 1                   | Республіка Конго     | Відбір до ЧС 2018                           | 2    |           |
| 23-3-2018  | Цюрих            | Португалія           | 2 – 1                   | Єгипет               | товариський матч                            | 1    | 79'       |
| 19-6-2018  | Санкт-Петербург  | Росія                | 3 – 1                   | Єгипет               | ЧС 2018 - 1-й етап                          | 1    |           |
| 25-6-2018  | Волгоград        | Саудівська Аравія    | 2 – 1                   | Єгипет               | ЧС 2018 - 1-й етап                          | 1    |           |
| 8-9-2018   | Александрія      | Єгипет               | 6 – 0                   | Нігер                | Відбір до Кубка африканських націй 2019     | 2    |           |
| 12-10-2018 | Каїр             | Єгипет               | 4 – 1                   | Есватіні             | Відбір до Кубка африканських націй 2019     | 1    |           |
| 16-11-2018 | Александрія      | Єгипет               | 3 – 2                   | Туніс                | Відбір до Кубка африканських націй 2019     | 1    | 90+1'     |
| 16-6-2019  | Александрія      | Єгипет               | 3 – 1                   | Гвінея               | товариський матч                            | -    | 61'       |
| 21-6-2019  | Каїр             | Єгипет               | 1 – 0                   | Зімбабве             | Кубок африканських націй 2019 - 1-й етап    | -    |           |
| 26-6-2019  | Каїр             | Єгипет               | 2 – 0                   | ДР Конго             | Кубок африканських націй 2019 - 1-й етап    | 1    |           |
| 30-6-2019  | Каїр             | Уганда               | 0 – 2                   | Єгипет               | Кубок африканських націй 2019 - 1-й етап    | 1    |           |
| 6-7-2019   | Каїр             | Єгипет               | 0 – 1                   | ПАР                  | Кубок африканських націй 2019 - 1/8 фіналу  | -    |           |
| 25-3-2021  | Найробі          | Кенія                | 1 – 1                   | Єгипет               | Відбір до Кубка африканських націй 2021     | -    |           |
| 29-3-2021  | Каїр             | Єгипет               | 4 – 0                   | Коморські Острови    | Відбір до Кубка африканських націй 2021     | 2    |           |
| 5-9-2021   | Франсвіль        | Габон                | 1 – 1                   | Єгипет               | Відбір до ЧС 2022                           | -    | кап.      |
| 8-10-2021  | Александрія      | Єгипет               | 1 – 0                   | Лівія                | Відбір до ЧС 2022                           | -    | кап.      |
| 11-10-2021 | Бенгазі          | Лівія                | 0 – 3                   | Єгипет               | Відбір до ЧС 2022                           | -    | кап.      |
| Усього     |                  | Матчів               | 73                      |                      | Голів (2 місце)                             | 45   |           |

## Досягнення
- Чемпіон Швейцарії (1):

«Базель»: 2012-13
- Переможець Ліги чемпіонів (1):

«Ліверпуль»: 2018-19
- Володар Суперкубка УЄФА (1):

«Ліверпуль»: 2019
- Чемпіон світу серед клубів (1):

«Ліверпуль»: 2019
- Чемпіон Англії (2):

«Ліверпуль»: 2019-20, 2024-25
- Володар Кубка Англії (1):

«Ліверпуль»: 2021-22
- Володар Кубка Футбольної ліги (2):

«Ліверпуль»: 2021-22, 2023-24
Володар Суперкубка Англії (1):
«Ліверпуль»: 2022
Збірні
- Срібний призер Кубка африканських націй: 2017, 2021

Індивідуальні
- Африканський футболіст року (2): 2017, 2018
- Футболіст сезону в АПЛ за версією футболістів: 2017/18
- Футболіст року за версією АФЖ: 2017/18, 2021/22, 2024/25[27]

## Нагороди
- Почесний громадянин Чечні[28]